# 内藤由起子
内藤 由起子（ないとう ゆきこ 1966年9月19日 - ）は、囲碁観戦記者・囲碁ライター。
神奈川県平塚市出身。平塚市立花水小学校、平塚市立浜岳中学校、神奈川県立平塚江南高等学校を経て、お茶の水女子大学家政学部を卒業。在学中は囲碁部に所属した。
日本アイ・ビー・エム勤務の後、お茶の水女子大学大学院修士課程入学、日本食糧新聞社入社。朝日新聞紙上で囲碁名人戦・第22期より観戦記を担当。囲碁将棋チャンネル「囲碁 名局の解説 本因坊家特集」に聞き手として出演している。
囲碁ライター協会役員、東日本大学OBOG囲碁会役員。

## 著書
- 『囲碁の人ってどんなヒト? 観戦記者の棋界漫遊記』毎日コミュニケーションズ、2005年
- 『それも一局　弟子たちが語る「木谷道場」のおしえ』水曜社、2016年
- 『井山裕太の碁 強くなる考え方』井山裕太監修 池田書店 2018年
- 『井山裕太の碁 AI時代の新しい定石』』井山裕太監修 池田書店 2020年
- 『囲碁ライバル物語』マイナビ、2020年